# Soulwax
Soulwax – belgijska grupa muzyczna tworząca muzykę elektroniczną oraz rock alternatywny, założona w 1992 w Gandawie. Trzon grupy tworzy didżejsko-producencki duet, w skład którego wchodzi Stefaan Van Leuven oraz Steve Slingeneyer.
Grupa znana jest ze swych remiksów, które tworzy również pod innymi nazwami − przede wszystkim: 2 many DJ’s oraz Flying Dewaele Brothers. Są twórcami autorskich wersji utworów takich grup i wykonawców jak: Muse, Sugababes, Kylie Minogue, Felix da Housecat, LCD Soundsystem, Dizzee Rascal, Gorillaz, The Gossip.
Grupa wydała sześć albumów z własnymi produkcjami oraz jedną kompilację (Most of the Remixes). Ponadto pod szyldem 2 many DJ’s ukazała się kompilacja As Heard on Radio Soulwax Pt. 2.

## Dyskografia

### Soulwax

#### Albumy studyjne
- 1996: Leave the Story Untold
- 1998: Much Against Everyone’s Advice
- 2004: Any Minute Now
- 2005: Nite Versions
- 2017: From Deewee
- 2018: Essential

#### Kompilacje
- 2007: Most of the remixes we've made for other people over the years except for the one for Einstürzende Neubauten because we lost it and a few we didn't think sounded good enough or just didn't fit in length-wise, but including some that are hard to find because either people forgot about them or simply because they haven't been released yet, a few we really love, one we think is just ok, some we did for free, some we did for money, some for ourselves without permission and some for friends as swaps but never on time and always at our studio in Ghent.

#### Inne wydawnictwa

##### Mixmag
Kompilacje z remiksami dla brytyjskiego magazynu Mixmag:
- 2007: This Is Radio Soulwax
- 2008: Part of NYE Never Dies

##### DVD
- 2008: Part Of The Weekend Never Dies (DVD z filmem dokumentalnym nakręconym w czasie 120 występów grupy w przeciągu trzech lat; wydane przez [PIAS] Recordings[1][2][3])

##### Inne
- 2005: Nite Versions Sampler (wydawnictwo zawierające część utworów z albumu Nite Versions i promujące tenże album, wydane na CD i 12" przez [PIAS] Recordings[4])
- 2009: Crookers ft. Soulwax & Mixhell − We Love Animals (wydane jako MP3 w wytwórni Southern Fried Records[5][6])

### 2 many DJ’s

#### Kompilacje
- 2002: As Heard on Radio Soulwax Pt. 2

#### Wydawnictwa nieoficjalne
Poza oficjalnym obiegiem ukazało się 12 nieoficjalnych kompilacji, na których bracia Dewaele zestawili bootlegi tworzone za pomocą mashupu w audycji dla belgijskiej stacji radiowej Studio Brussel. Każdy z albumów ukazał się pod wspólną nazwą As Heard on Radio Soulwax − od Pt. 0 do Pt. 11 (bez wydanej oficjalnie kompilacji As Heard on Radio Soulwax Pt. 2).